# ヴェラ・ヒティロヴァ

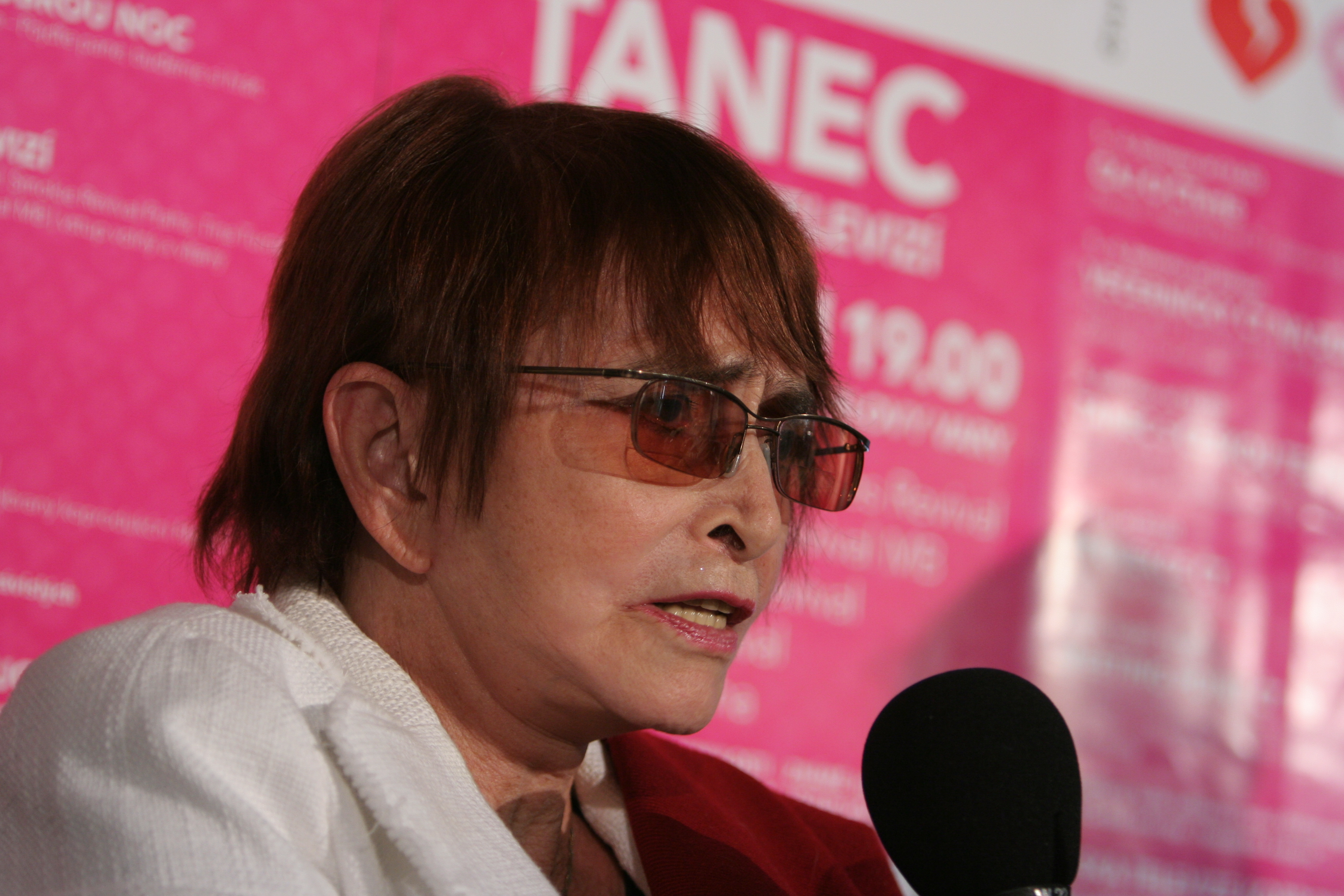
第42回カルロヴィ・ヴァリ国際映画祭でのヴェラ・ヒティロヴァ。

ヴェラ・ヒティロヴァ（Věra Chytilová、1929年2月2日 - 2014年3月12日）は、チェコ・オストラヴァ出身の前衛映画監督であり、チェコ映画の先駆者である。もっとも偉大なチェコの女性映画作家として知られる。1960年代に当時のチェコスロヴァキア政府に発禁処分を受けた、「チェコ・ヌーヴェルヴァーグ」でもっとも知られる映画『ひなぎく』（Daisies、1966年）の監督である。ファミリーネームの日本語訳はヒティロヴァーとも表記される。

## 来歴・人物
1929年2月2日、チェコスロヴァキア（現チェコ共和国）の第3の都市オストラヴァに生まれる。チェコ第2の都市ブルノで哲学と建築学を学び、デザイナー、ファッション・モデルを経て、首都プラハのバランドフ撮影所（Barrandov Studios）に入り、脚本家、女優、助監督として働く。
1957年、プラハのフィルムアカデミー（FAMU）に入学、イジー・メンツェル、ミロシュ・フォルマン、ヤン・ニェメツ、イヴァン・パッセルを教えたオタカル・ヴァーヴラ（Otakar Vávra）のもとで演出を学び、1962年卒業。卒業制作の『天井』（1961年）と翌年の『一袋分の蚤』（1962年）は即興演出の手法をとった、まさにフランスのヌーヴェルヴァーグと同時代性をもつ作品である。
1966年12月30日、『ひなぎく』がチェコスロヴァキア国内で公開されるが、チェコスロヴァキア当局からは発禁処分を受け、ヒティロヴァは7年間にわたり活動停止となった。翌年以降、世界各地で公開され、広く受け知られるところになる。日本では、1991年3月に公開され、その先進的でガーリーな感覚が、いわゆる「渋谷系」文化のなかで若い女性を中心に受け入れられ、「1960年代の女子映画の決定版」とされている。
1969年、いわゆる「政治の時代」に突入していたフランス・ヌーヴェルヴァーグの映画作家ジャン＝リュック・ゴダールがプラハに来訪、彼が組織した映画製作集団「ジガ・ヴェルトフ集団」による映画『プラウダ (真実)』に出演、インタビューを受ける。同作は1971年11月3日、日本でも公開された。
晩年もなお活動し、『保証のないすばらしい瞬間 Hezké chvilky bez záruky』（2006年、英題：Pleasant Moments）が遺作となった。2014年3月12日、闘病生活の末プラハにて死去。85歳没。

## おもなフィルモグラフィ
- 天井 Strop 1961年 - 監督・原作・脚本
- 一袋分の蚤 Pytel blech 1962年 - 監督・脚本
- ひなぎく Sedmikrasky（Daisies）　1966年 - 監督・原案・脚本
- プラウダ (真実) Pravda 1969年 - 出演 ※監督ジガ・ヴェルトフ集団
- りんごゲーム Hra o jablko 1976年 - 監督・脚本
- パネルストーリー Panelstory aneb Jak se rodí sídliste 1979年 - 監督・脚本
- 道化師と女王 Sasek a královna 1987年 - 監督
- 解放者マサリィク T.G.M. - osvoboditel 1990年 - 監督・脚本
- 保証のないすばらしい瞬間 Hezké chvilky bez záruky 2006年